# Regla del dèficit zero
El sostre de dèficit constitucional és una disposició econòmica liberal en una Constitució que disposa que els polítics no malbaratin els recursos públics gastant per dessobre dels ingressos, perquè si els polítics gasten a curt termini més recursos públics d'aquells que l'estat recapta via impostos, aleshores provoquen un dèficit pressupostari i l'estat es veu en l'obligació de demanar préstecs als mercats internacionals de capitals, préstecs que generen un creixent deute públic a mitjà i llarg termini, i que al seu torn provoca una creixent despesa financera (interessos del deute) que compromet la sostenibilitat de les finances públiques a llarg termini.
Es va aplicar per primer cop a alguns Estats dels Estats Units. Es tracta d'un dels vuit principis establerts al pressupost de la Unió Europea, que a més de no poder ser excedentari (fer beneficis econòmics) ni deficitari (pèrdues econòmiques) ha de ser anual i començar sempre l'1 de gener. A partir de 2011 aquesta polèmica restricció ha estat proposada a alguns països de la UE.

## Constitucionalitat polèmica
El fet d'imposar una ideologia a una Constitució ha despertat una forta polèmica a tot Europa. A França, per exemple, la pressió social ha fet declarar al seu president Nicolas Sarkozy, de l'UMP, que mai es faria a l'Estat Francès.
El 2011 existeix només a la constitució alemanya, a l'article 109, i ha estat introduïda després d'anys de debat.
A Espanya ha estat introduïda fent una modificació de l'article 135 de la Constitució, pactada i redactada en un dia pel PP i el PSOE. Igual que la Llei òmnibus de 2011 a Catalunya, ha estat àmpliament criticada per la seva forma, ja que ha estat presentada al Congrés dels Diputats en agost, sense acompanyar-la dels informes que solen presentar-se amb les modificacions de lleis, i deixant només dos dies, en comptes de les dues setmanes habituals, per a presentar esmenes. El sostre de dèficit constitucional a Espanya posa límits també a cadascuna de les seves comunitats autònomes, incloent-hi Catalunya, illes Balears i el País Valencià, i minva la seva autonomia dins de l'Estat Espanyol. Va ser votada a favor pel PP, el PSOE i el PNV. CiU no va votar i ERC hi va votar en contra.